# 문선

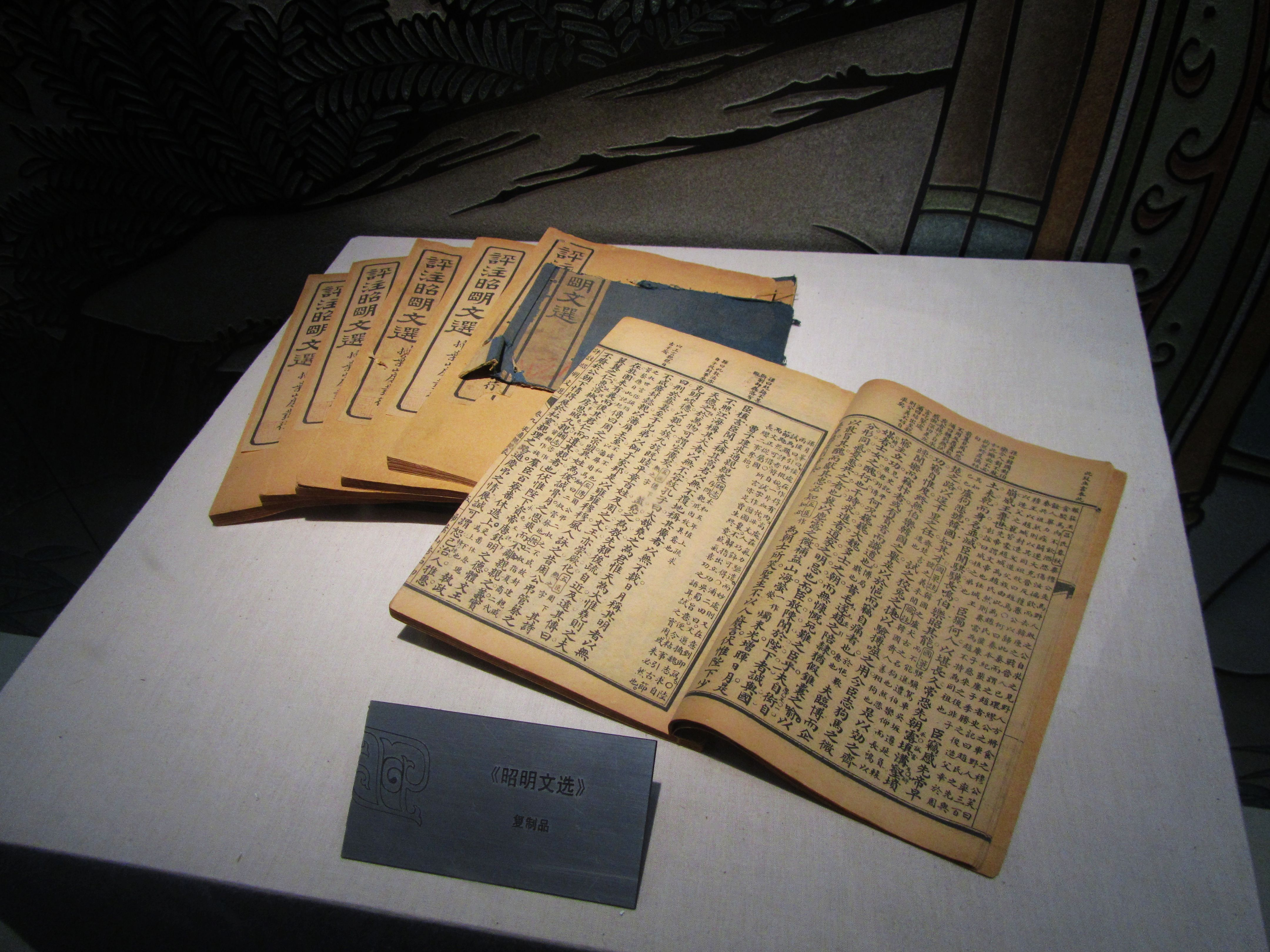
민국소협산방(民国扫叶山房) 인쇄 《평주 소명문선(評注昭明文選)》 복제품. 마안산 시 박물관(马鞍山市博物馆) 소장.

《문선》(文選)은 중국 남북조 시대에 남조(南朝) 양(梁)의 소명태자(昭明太子)가 편찬한 시문선집(詩文選集)이다. 소명문선(昭明文選)이라고도 한다.

## 성립 배경
편찬자 소명태자의 아버지 양 무제(武帝)는 과거 남제(南齊)의 종실(宗室) 출신으로 그 자신도 학문과 문학에 재능이 뛰어나 즉위하기 전에는 경릉왕(竟陵王) 소자량(蕭子良) 아래서, 심약(沈約)・사조(謝朓) 등 당대의 저명한 문학자들과 함께 「경릉팔우(竟陵八友)」의 한 사람으로 불렸던 인물이었다. 이러한 아버지의 방침에 따라 소명태자 자신도 다른 형제들과 함께 어려서부터 당대 일류 학자와 문인들을 스승으로 수학하며 학문과 문학을 애호하는 인물로 자라났고, 문화의 보호와 육성을 마음에 새기게 되었다. 태자의 동궁(東宮)에는 약 3만 권에 이르는 책이 소장되어 있었고, 많은 학자와 문인들이 학문을 연구하고 저작 활동에 종사하였으며, 이러한 소명태자의 문화적 환경은 《문선》의 편찬에 큰 역할을 한 것으로 평가받는다. 물론 《문선》의 편수자 이름은 소명태자 한 사람으로 되어있는 것과는 달리 실제 편찬은 유효작(劉孝綽) 등 태자를 섬겼던 문인들이 관련되어 있었을 것으로 보인다.

## 구성
춘추 시대(春秋時代)에서 양대까지의 131명의 대표적 문인의 시(詩)·부(賦)·문장 약 800편의 작품을 시·부·조(詔)·논(論) 등 37개 장르로 나누어 수록하였으며, 그 중 시가 가장 많아 전체의 반수를 차지하고, 작자를 시대별로 보면, 진나라 출신이 가장 많다. 수(隋)로부터 당(唐)에 이르러 주(注)가 작성되었으나, 당의 이선(李善)의 주가 뛰어났으며, 현재는 원래의 30권에 이선의 주까지 합쳐서 60권이 되었다.
수·당 이전의 대표적인 문학 작품 대부분을 망라하였다. 그리고 이 작품에 수록된 작품뿐 아니라 소명태자 자신이 지은 서문(序文)도 육조(六朝)시대의 문학관을 알 수 있기 때문에 높은 평가를 받으며 중국 고전문학을 연구하는 자들에게는 필독서로 꼽히고 있다.

## 후대에의 영향

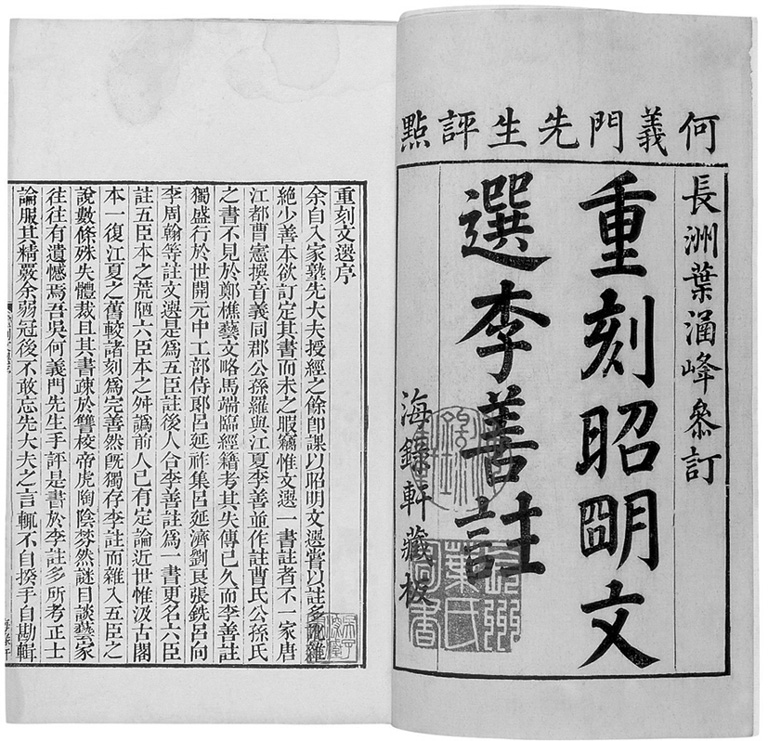
청대(1700년)의 《문선》 인쇄본

수, 당 이후 관료 등용을 위한 과거(科挙)제도가 도입되고, 시문(詩文) 창작이 중시되면서 《문선》은 시문 제작의 모범으로서 과거 응시자들에게 중시되었다. 당의 시인 두보(杜甫)는 《문선》을 애독하여 자신의 아들에게 「익히 문선의 문리(文理)를 터득하는데 힘쓰고, 비단옷의 가벼움에 얽매지 마라(熟精文選理 休覓彩衣輕)」(종무생일宗武生日)는 훈시를 남기기도 했다. 훗날 남송(南宋) 때에 이르러서도 「문선에 정통하면 수재(秀才) 되기는 쉽다네」라는 노래까지 나돌 정도였다. 때문에 일찍부터 《문선》은 많은 사람들에게 연구되고 주석서가 나왔다.
문헌상 《문선》의 가장 오래된 주석서는 수의 소해(蕭該)가 지은 《문선음(文選音)》으로(소해 자신은 그 아버지가 소명태자의 사촌이기도 했다), 강도(江都)의 조헌(曹憲)도 《문선음의(文選音義)》를 지었는데, 조헌의 제자 위모(魏模)・공손라(公孫羅)・허엄(許淹)・이선(李善) 등은 이후 「문선학(文選学)」 또는 「선학(選学)」이라 불리는 학문이 융성하게 되는 계기를 만들었다. 특히 이선이 현경(顯慶) 3년(658년)에 고종(高宗)에게 헌상한 《문선》의 주(注)는 「이선주(李善注)」라 불리며, 《문선》의 주석서 가운데서도 가장 대표적인 것으로 꼽히는데, 그 특징으로는 오래된 전적을 인용해 작품에 인용된 어휘, 단어의 출전과 그 어의(語義)를 밝힌 데에 있으며, 그가 인용했던 책들 가운데는 현재 전해지지 않는 책들도 많아 당대 서적의 실태를 고증하는 귀중한 자료가 되고 있다.
다만 「이선주」는 「사건을 풀이하느라 그 말뜻은 잊었다(고증에 치중한 나머지 어의 해석을 소홀히 한 부분도 있다)」는 지적을 받기도 했는데, 자구의 의미를 다른 말로 해석하는 훈고 방법을 채용하여 여연제(呂延済)・유량(劉良)・장선(張銑)・여향(呂向)・이주한(李周翰) 이렇게 다섯 학자가 공동으로 집필하여 개원(開元) 6년(718년)에 현종(玄宗)에게 바친 이른바 「오신주(五臣注)」가 나오기도 했다. 「오신주」는 전체적으로 조잡한 해석이나 오류가 많아 「이선주」만큼은 못하다는 것이 후대의 평가이다.

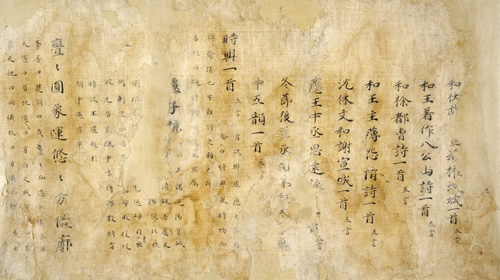
일본 헤이안 시대의 《문선》 사본

「이선주」와 「오신주」가 《문선》 주석서의 대표 저서로 꼽히게 되면서 다른 주석들은 잊혀지거나 사라지고, 일본에 전해지는 『문선집주(文選集注)』(120권으로 현존 23권)의 사본은 이때 사라져버린 당대의 다른 주석과 견해를 보존한 책으로서 《문선》 연구의 중요한 자료로 꼽히고 있다.
송 시대에 이르러 목판 인쇄 기술이 보급되어 두 주석서의 내용을 합쳐 판각한 「육신주(六臣注)」(「육가주六家注」)가 출판되어 유통되면서 두 주석이 따로 분리된 것은 차츰 사라지게 되었고, 현재 전해지는 「이선단주본(李善單注本)」은 남송의 우무(尤袤)가 육신주에서 해당 부분만 발췌해서(이설도 있다) 순희(淳煕) 8년(1181년)에 간행한 것이라고 알려져 있다. 청대(清代)의 호극가(胡克家)는 여러 판본을 비교해 교감한 뒤 가경(嘉慶) 연간에 이를 다시 복각하였으며, 이것이 「호각본(胡刻本)」이라 불리며 오늘날 가장 표준적인 「이선주」텍스트로 통하고 있다.

### 한국에의 영향
한국에는 삼국 시대에 《문선》이 전해졌는데, 《구당서》(舊唐書) 고려전에서 고구려인들이 애독하던 중국의 서적 가운데 《문선》이 언급된다. 신라 중기의 문장가였던 강수(强首)가 유학을 공부하면서 《효경》(孝經), 《곡례》(曲禮), 《이아》(爾雅)와 함께 《문선》을 배웠다는 내용이 《삼국사기》(三國史記)에 실려 있다. 신문왕(神文王) 2년(682년)에 세운 국학(國學)의 기본 교재임에 더해 원성왕(元聖王) 4년(788년)에 설치된 독서삼품과(讀書三品科)의 주요 시험과목이 되어,《춘추좌씨전》(春秋左氏傳), 《예기》(禮記), 《논어》(論語), 《효경》과 함께 《문선》이 상급(上級)이 되는 기준이었다. 《고려사》(高麗史)에는 선종 8년(1091년)에 북송에서 고려에 요청한 서적 목록 가운데 《공손라문선(公孫羅文選)》이 끼어 있으며, 조선 초기에 서거정 등이 편찬한 《동문선》(東文選)은 《문선》의 체제를 모방한 것이다.

### 일본에의 영향
나라 시대(奈良時代)의 저작인 《일본서기(日本書紀)》나 《만요슈(万葉集)》 등에서 《문선》으로부터의 영향을 찾을 수 있다는 지적도 있다. 「글은 (백거이의) 문집(文集)・문선(文選)」(《마쿠라노소시》), 「글은 문선의 애달픈 곳곳」(《쓰레즈레구사》) 등 헤이안(平安)～무로마치 시대(室町時代)에 이르기까지 귀족의 필수 교양서적으로서의 《문선》의 위치를 엿볼 수 있으며, 《문선》에 등장하는 주요 한자어는 일본어에도 차용되어, 현재 고사교훈(故事教訓)으로서 사용되고 있다.

## 번역 · 주석서
- 김영문, 김영식 외 3인 역, 《문선역주》(전 10권), 소명출판, 2009~11년